# マッカビ・テルアビブ
マッカビ・テルアビブ（Maccabi Tel Aviv、ヘブライ語: מכבי תל-אביב）は、イスラエル、テルアビブのスポーツクラブ。
サッカー、バスケットボール、柔道、水泳、ハンドボールなど多くのスポーツ部門を持つ。
マッカビ・テルアビブは、「マッカビ世界連合」に属するスポーツクラブの一つである。マッカビ世界連合は世界各国のユダヤ人が参加する民族主義的スポーツ組織で、マカビア競技大会の主催で知られる。マッカビの名は、マカバイ戦争で戦いセレウコス朝からの独立を勝ち取った反乱組織マカビムにちなむ。
- マッカビ・テルアビブBC - バスケットボール部門。ユーロリーグ5回優勝。
- マッカビ・テルアビブFC - サッカー部門。国内リーグ、国内カップ最多優勝。